# Pegoplata tarsata
Pegoplata tarsata är en tvåvingeart som först beskrevs av Adams 1905.  Pegoplata tarsata ingår i släktet Pegoplata och familjen blomsterflugor. Inga underarter finns listade i Catalogue of Life.